# Bradley Whitford
Bradley Whitford (Madison (Wisconsin), 10 oktober 1959) is een Amerikaans acteur, bekend van de succesvolle televisieserie The West Wing, waarin hij de rol van Josh Lyman vertolkte. Hij is getrouwd geweest met Jane Kaczmarek.

## Filmografie
- Philadelphia (1993)
- A Perfect World (1993)
- The Client (1994)
- Bicentennial Man (1999)
- The West Wing (televisie) (1999-2006)
- Little Manhattan (2005)
- Studio 60 on the Sunset Strip (televisie) (2006-2007)
- An American Crime (2007)
- Bottle Shock (2008)
- The Cabin in the Woods (2012)
- Marvel One-Shot: Agent Carter (2013)
- Saving Mr. Banks (2013)
- I Saw the Light (2015)
- All the Way (2016)
- Get Out (2017)
- The Post (2017)
- The Handmaid's Tale(2018)
- The Call of the Wild (2020)
- Jurassic World Camp Cretaceous (televisie) (2021)
- What If...? (televisie) (2021) (stem)
- Tick, Tick... Boom! (2021)